# 백현 (배우)
백현(1984년 1월 30일 ~ )은 대한민국의 배우 겸 모델이다.

## 출연 작품

### 드라마
- 《아랑사또전》 (MBC, 2012년) - 저승사자 역[1]
- 《총리와 나》 (KBS2, 2013년) - 스파이 역
- 《미미》 (Mnet, 2014년) - 엄브렐라맨 역
- 《러브 인 메모리 2 - 아빠의 노트》 (모바일, 2014년) - 정남 역[2]

### 영화
- 《사랑의 가위바위보》 (2013년) - 직장 키스남 역

### 뮤직비디오
- 아이유 - 좋은 날 (2010년)